# Ferdinand Hey’l

Ferdinand Hey’l

Ferdinand Hey’l (* 7. Oktober 1830 in Koblenz; † 21. August 1897 in Wiesbaden) war ein deutscher Schauspieler, Kurhausdirektor und Schriftsteller.

## Leben
Ferdinand Hey’l hat zahlreiche Artikel und Reiseführer zur Landschaft um Rhein und Lahn veröffentlicht und war in der zweiten Hälfte des 19. Jahrhunderts eine der einflussreichsten Persönlichkeiten der Stadt Wiesbaden. Im Jahr 1856 wurde Ferdinand Hey’l als „jugendlicher Liebhaber“ an das Herzoglich nassauische Hoftheater berufen und wurde Anfang 1873 vom Gemeinderat zum Kurdirektor ernannt. Hey’l übernahm die Leitung des Kurhausbetriebs, als das Wiesbadener Kur- und Badewesen aufgrund der angeordneten Schließung der Spielbank zum 1. Januar 1873 vor einem kompletten Neuanfang stand. In der Folge entwickelte der ehemalige Schauspieler die „Weltkurstadt Wiesbaden“ zum führenden Badeort des Deutschen Reiches.

## Werke (Auswahl)
- Neuester Führer auf der nassauischen Rhein- und Lahnbahn. Mit Einschluss der Taunusbäder: Wiesbaden, Schwalbach, Schlangenbad, Ems, der Städte: Oberlahnstein und Biebrich und der Seitentouren: durch das Wisperthal und über den Niederwald. Ein praktisches Handbuch für Reisende. Selbstverlag, Wiesbaden 1865
- F. Heyl’s Rhein- und Lahnführer. (Wegweiser auf der naussauischen und Rhein- und Lahnbahn). Mit Einschluss der Taunusbäder: Ems, Schlangenbad, Schwalbach, Wiesbaden, der Städte: Biebrich, Coblenz und Oberlahnstein, und der Seitentouren: durch das Wisperthal und über den Niederwald. Ein praktisches Handbuch für Reisende. 4., durchaus vermehrte und verbesserte Auflage. Selbstverlag, Wiesbaden
- Wiesbaden und seine Umgebungen. Ein zuverlässiger Führer durch die Curstadt und ihre Umgebung. Ihren Besuchern gewidmet von dem Verschönerungs-Verein und dem Cur-Verein der Stadt Wiesbaden. Mit einem Stadtplan und einer Karte der Umgegend. Wiesbaden 1866
- Johann von Werth. Geschichtliches Original-Schauspiel in fünf Aufzügen von Richard Bolz. A. Entsch, Berlin 1877 archive.org

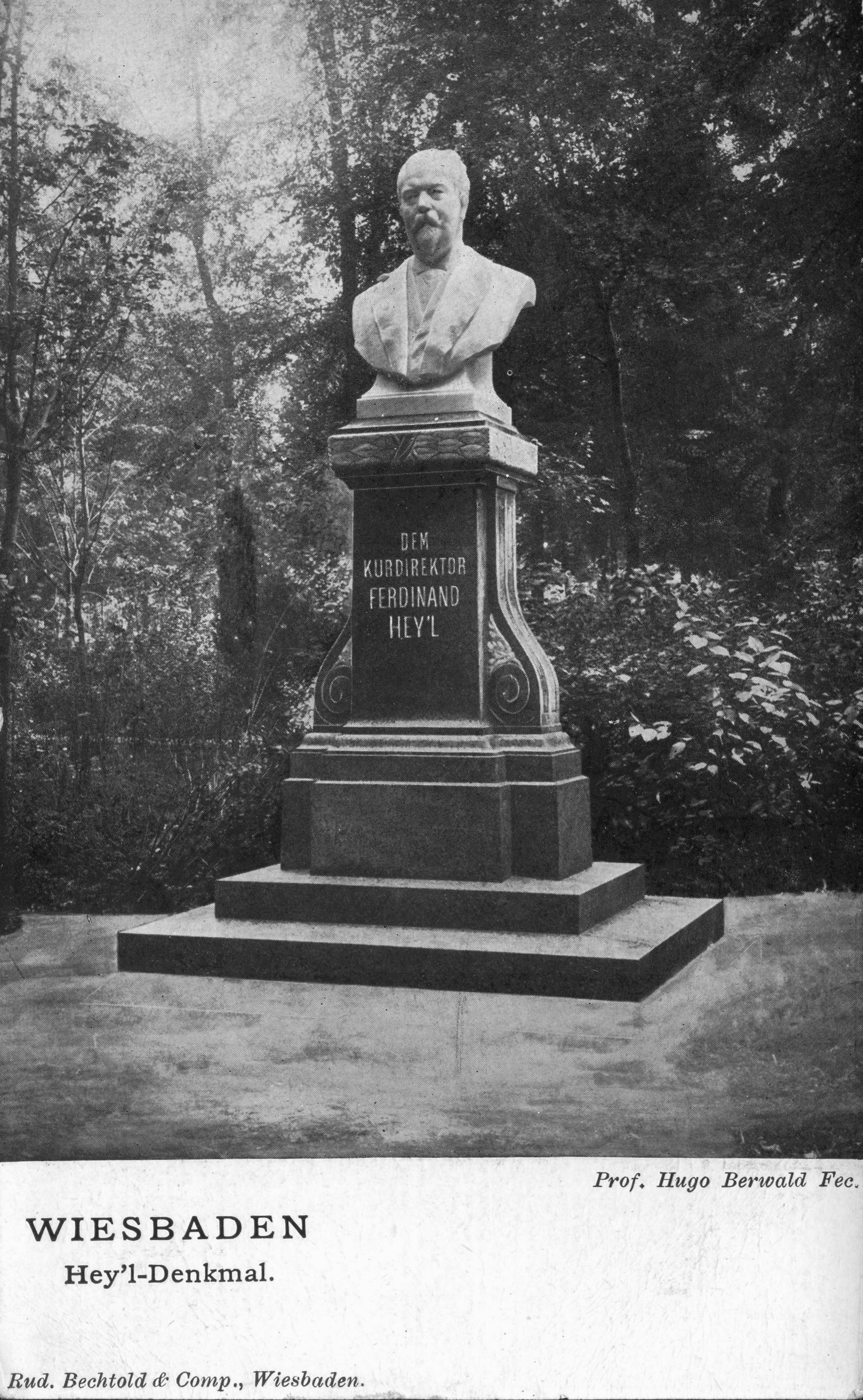
Denkmal Kurdirektor Ferdinand Hey’l
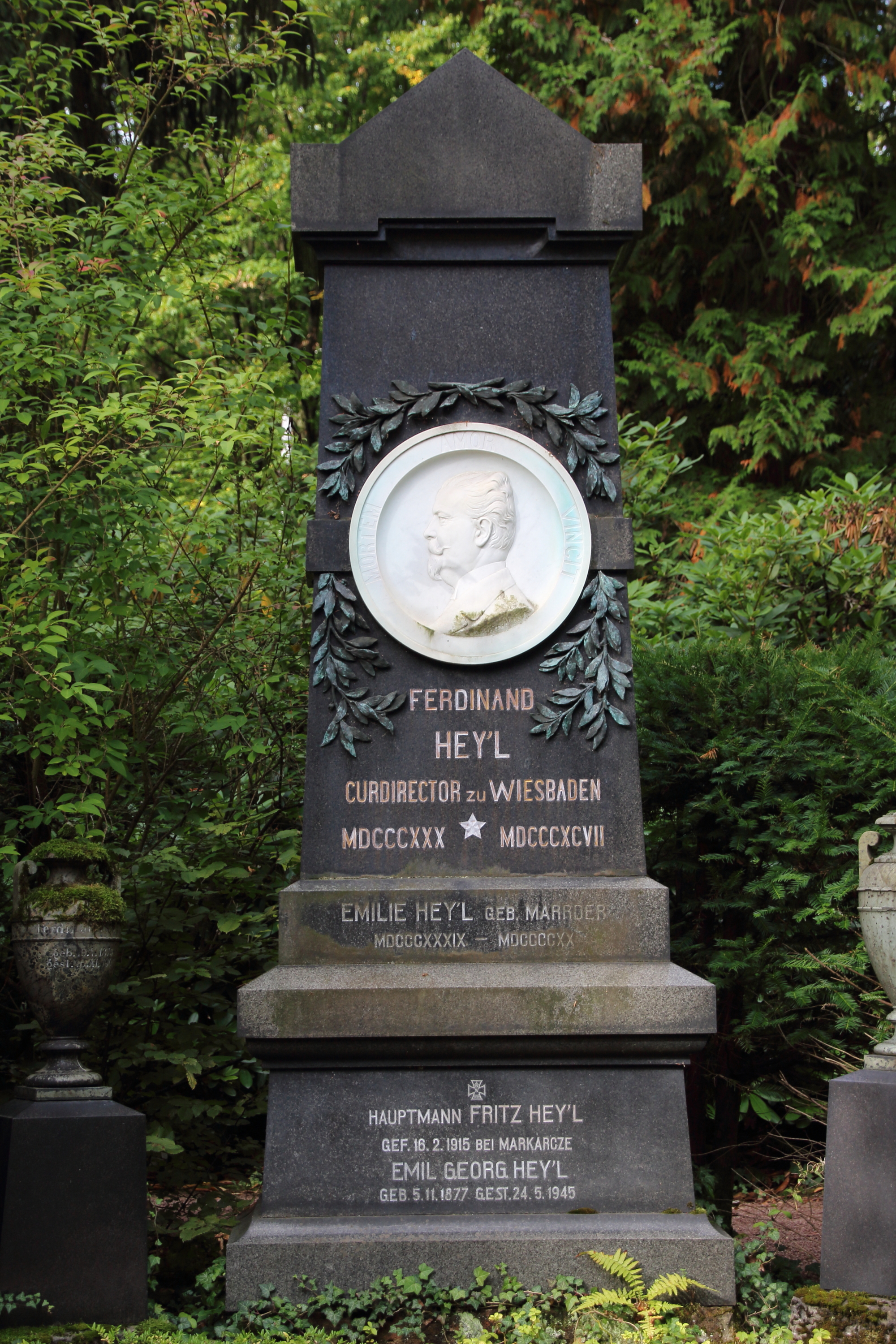
Grabmal auf dem Wiesbadener Nordfriedhof
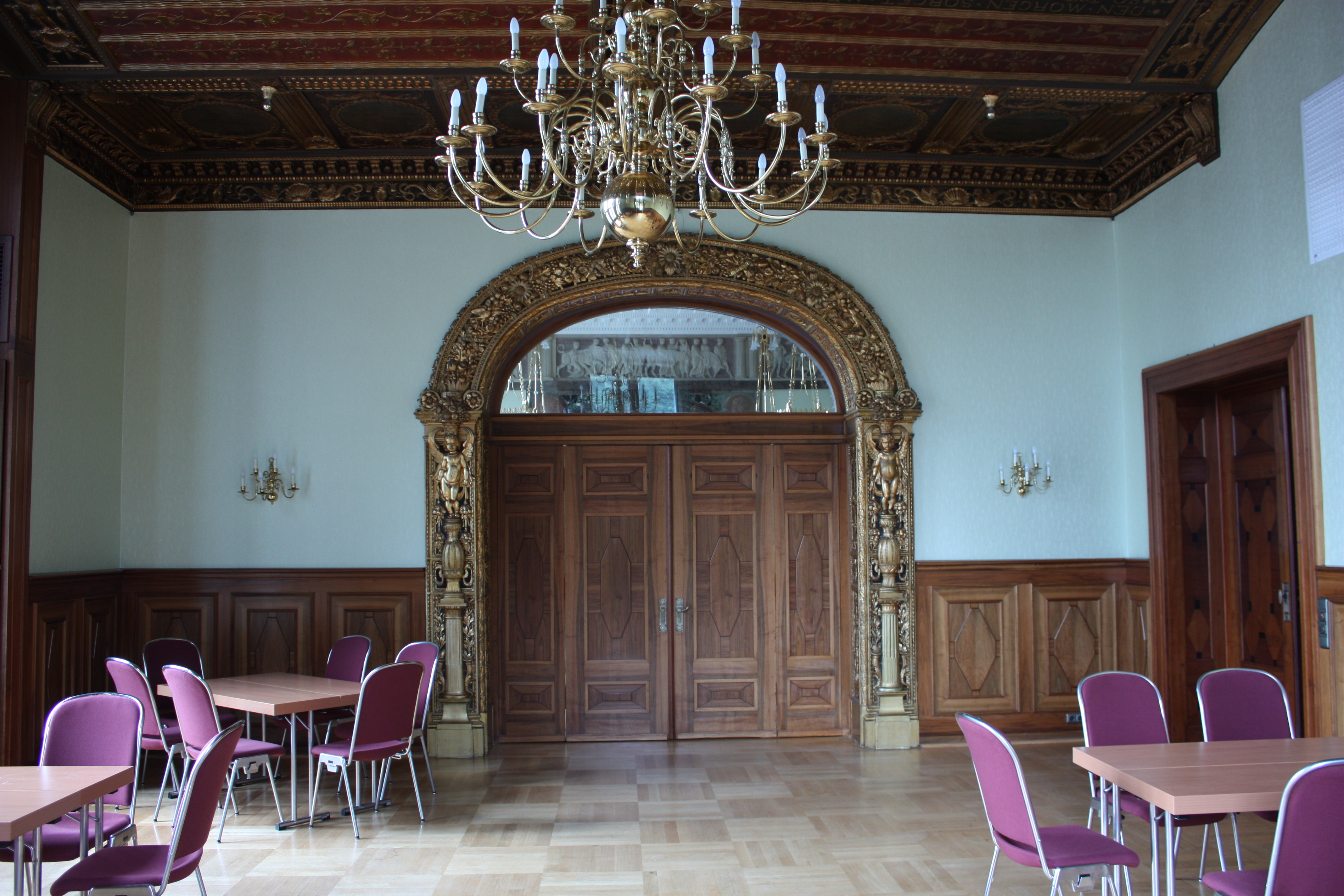
Ferdinand Hey’l Saal im Kurhaus Wiesbaden